# 성민버스
성민버스 (聖民―, 영어: Sungmin Bus Corp.)는 인천광역시 연수구 먼우금로 2 (동춘동) 본사를 둔 버스 운송업체로 계열사로는 신화여객, 한남여객운수 등이 있다.

## 주요 연혁
- 2007년 3월 5일: 경기도 김포시 사우동에서 김포시내버스 주식회사로 회사 설립. 신재호 대표이사 취임.
- 2009년 2월 13일: 송도버스에서 분리되어 회사명을 현재 명칭인 성민버스주식회사로 변경
- 2011년 5월 30일: 신재호 대표이사 사임. 정판헌, 문홍주 공동대표이사 취임.
- 2011년 7월 4일: 인천버스조합 명부상 회사 설립일.[1]
- 2012년 1월 2일: 정판헌 단독대표이사로 변경.
- 2012년: 선진그룹에서 신화여객으로 편입.
- 2012년 4월 3일: 용현운수로부터 511번(인하대학교 후문 - 주안역), 512번(인하대학교 후문 - 제물포역)지선버스를 인수받았다.
- 2012년 8월 18일 : 9번 시내버스 노선이 송도역에서 인하대학교-용현시장-동인천역으로 변경과 더불어 송도버스로부터 인수 받았다. 그리고 3-1번 노선을 9번 노선에 통합하였다.
- 2013년 4월 15일: 본사를 현 위치인 인천광역시 연수구 먼우금로 2 (동춘동)로 이전하였다. 한창인, 정판헌 공동대표이사 취임.
- 2013년 12월 17일: 3-2번, 16번 시내버스의 종점인 동인천역에서 현대제철-가좌동 차고지로 노선과 종점이 변경되었다.
- 2015년 10월 12일 ~ 2016년 1월 31일: 파행운행으로 면허가 취소된 인천여객의 63번 시내버스를 공동배차 운행하였다.
- 2016년 1월 15일: 한창인 단독대표이사 취임.
- 2016년 7월 30일: 인천시내버스 개편에 따라 3-2번, 16번, 511, 512번 노선변경과 9번은 동인천역에서 가좌동 차고지로 연장운행.
- 2017년 1월 16일: 한창인, 박진성 공동대표이사 취임.
- 2018년 9월 15일: 511번 지선버스 노선이 굴다리 정류장 유턴에서 굴다리에서 인하대후문으로 직진하는 노선으로 변경하여 운행.
- 2019년: 한창인 대표이사 사임. 박진성 단독대표이사 체제로 전환.
- 2020년 12월 31일: 인천시내버스 개편에 따라 3-2번이 인천아시아드 경기장로 연장운행및 9,16번 기점이 송도제2차고지로 변경되었다
- 2022년 12월 10일: 수시 노선 조정으로 9번 시내버스의 종점이 가좌동차고지에서 전기버스 충전 및 북항배후단지 인근 주민들의 편의를 고려하여 원창동차고지 방면으로 변경되어 운행한다.
- 2024년 7월 1일: 광역급행버스 M6458번 개통

## 운행 노선

### 간선버스
| 운행노선 | 운행구간                 | 운행구간 | 운행구간                | 배차간격 (분) | 인가 대수 | 비고                                                                                  |
| -------- | ------------------------ | -------- | ----------------------- | ------------- | --------- | ------------------------------------------------------------------------------------- |
| 3-2번    | 무지개아파트(동남아파트) | ↔        | 인천아시아드경기장 동문 | 15~19         | 14        | 인강여객에서 양도받은 노선                                                            |
| 9번      | 송도제2차고지            | ↔        | 원창동차고지            | 10 - 13       | 14        | 송도버스에서 양도받은 노선                                                            |
| 16번     | 송도제2차고지            | ↔        | 가좌동차고지            | 16 - 22       | 14        | 송도버스에서 양도받은 후 동춘동~동인천~송내역구간 폐선후 동춘동~동인천구간으로 운행중 |

### 지선버스
| 운행노선 | 운행구간              | 운행구간 | 운행구간         | 배차간격 (분) | 인가 대수 | 비고          |
| -------- | --------------------- | -------- | ---------------- | ------------- | --------- | ------------- |
| 511번    | 독배로317번길(삼거리) | ↔        | 주안역환승정류장 | 3 - 5         | 15        | 대형버스 운행 |
| 512번    | 인하대후문            | ↔        | 삼성빌라(종점)   | 26 - 35       | 2         | 대형버스 운행 |

### 국토교통부의 광역급행버스
| 운행노선 | 운행구간     | 운행구간 | 운행구간       | 배차간격 (분) | 인가 대수 | 비고                |
| -------- | ------------ | -------- | -------------- | ------------- | --------- | ------------------- |
| M6458번  | 청라국제도시 | ↔        | 양재시민의숲역 | 15 - 37       | 11        | 2024년 7월 1일 개통 |

## 과거 보유 노선

### 간선버스
- ● 3-1번: 연수구 동춘동 - 동막역 - 남동공단 - 인천터미널 - 석바위 - 십정4거리 - 가좌3동 주민센터 - 가좌고등학교 - 가재울4거리 - 인천의료원 - 인천교 - 송림고개 - 인천재능대학교 - 송림시장 - 배다리 - 동인천역 <이 노선은 인강여객에서 양도받은 노선이다.>

## 보유 차량
- 비야디 자동차 - BYD eBus-12
- 현대자동차 - 현대 일렉시티
- 하이거 버스 - 하이거 하이퍼스

## 같이 보기
- 대성운수 (서울)
- 태진운수
- 한남여객운수
- 신화여객